# قاسم جعفری
قاسم جعفری (زادهٔ ۱۵ تیر ۱۳۴۸، محلات) کارگردان، نویسنده و تهیه‌کنندهٔ سینما و تلویزیون اهل ایران است.همسر وی، صدیقه صحت نیز تهیه‌کننده سینما و تلویزیون است و دو فرزند به نام‌های ایران و شهرزاد دارد که هر دو هنرمند هستند.
او فارغ‌التحصیل مرکز آموزش فیلمسازی است و کار خود در سینما را در سال ۱۳۶۹ به عنوان مدیر تولید فیلم خلع سلاح و در مسلخ عشق به‌عنوان جانشین مدیر تولید آغاز کرد. پس از آن مدیر تولید فیلم سفر و فیلمبردار پشت صحنه فیلم کودکانی از آب و گل بود.
جعفری در سال ۱۳۷۳ اولین فیلم بلند سینمایی خود، یعنی ماه مهربان را ساخت و پس از ساخت دومین فیلم بلندش قاصدک را به اتمام رساند. بعد از آن بیشتر فعالیتش متمرکز در سیما شد که طی این سال‌ها تعدادی از پربیننده‌ترین سریال‌های تلویزیونی را کارگردانی کرده‌است که از جمله خط قرمز با ۹۰٪ بیننده در سال ۸۰، مسافری از هند با ۹۶٪ بیننده که پربیننده‌ترین سریال پس از انقلاب در تلویزیون بوده‌است و سریال کمکم کن با ۹۴٪ بیننده را در سال ۱۳۸۳ ساخت. جعفری دوباره فعالیتش را در سینما متمرکز کرده. پنجمین فیلم سینمایی وی «دختران» است. در سال ۱۳۹۷ شروع به ساخت سریال زندگی زیباست کرده که این سریال در تیرماه ۱۴۰۰ در شبکه ۲ پخش شد. او اخیرا فعالیتش را در تئاتر متمرکز کرده وی مالک پردیس تئاتر شهرزاد است.قاسم جعفری همچنین رکورددار نامه پراکنی به مسئولین وقت صدا و سیما میباشد که مدیران صدا و سیما به هیچ کدام از نامه های این کارگردان هیچ توجه ای نکرده اند.

## آثار

### کارگردانی سریال
- سریال گل من گلی
- سریال کاشانه
- سریال راه سوم
- سریال همسفر
- سریال خط قرمز
- سریال شب آفتابی
- سریال مسافری از هند
- سریال کمکم کن
- سریال غریبانه
- سریال از نفس افتاده
- سریال زندگی زیباست

### کارگردانی فیلم سینمایی
- عین شین قاف (۱۳۹۳)
- پروانگی (۱۳۹۰)
- دختران (۱۳۸۸)
- سپید و سیاه (۱۳۸۹) توقیف شده
- مجنون لیلی (۱۳۸۶)
- دو راه حل برای یک مسله(۱۳۸۶) به سفارش یونیسف
- نبش قلب(۱۳۸۶)
- گرگ و میش (۱۳۸۵)
- بازنده (۱۳۸۳)
- قاصدک (۱۳۷۵)
- ماه مهربان (۱۳۷۴)

### مدیر روابط عمومی
- کودکانی از آب و گل (۱۳۷۲)

### نویسنده
- گروگان (۱۳۷۴)
- ماه مهربان (۱۳۷۴)
- دختران(۱۳۸۸)
- سپیدوسیاه(۱۳۸۸)

### طراح اولیه داستان
- پروانگی (۱۳۹۰)

### تهیه‌کننده
- سریال پول کثیف
- سریال آواز در باران
- سریال غریبه ای در مه
- خدای چیزهای کوچک (۱۳۸۷)
- مجنون لیلی (۱۳۸۶)
- گرگ و میش (۱۳۸۵)
- تب سرد (۱۳۸۲)
- خط قرمز (۱۳۷۹)
- فیلم سینمایی محرمانه تهران (۱۳۹۰، کارگردان: مهدی فیوضی)

### مدیر تولید
- سفر (۱۳۷۱)

### جانشین مدیر تولید
- در مسلخ عشق (۱۳۶۹)

### فیلمبردار پشت صحنه
- کودکانی از آب و گل (۱۳۷۲)

## تدوین
- دختران (۱۳۸۸)
- سپیدوسیاه (۱۳۸۹)

### طراح صحنه
- دختران (۱۳۸۸)